# Vertrag von Paris (1857)
Der Vertrag von Paris beendete den Neuenburgerhandel zwischen Preußen und der Schweiz. Der preußische König Friedrich Wilhelm IV. verzichtete endgültig auf seine Rechte am Fürstentum Neuenburg (Neuchâtel) und der Grafschaft Valangin. Das Abkommen wurde am 26. Mai 1857 in Paris unterzeichnet und bedeutete für Preußen eine schwere diplomatische Niederlage.

## Geschichte
1707 hatten sich die neuenburgischen Stände nach dem Aussterben des bis dahin herrschenden Fürstenhauses Orléans-Longueville für den König von Preußen als neuen Landesherren entschieden. 1805 wurde das Fürstentum französisch, kam aber 1815 gemäß den Bestimmungen des Wiener Kongresses zurück an Preußen. Gleichzeitig trat Neuenburg im selben Jahr als Kanton der Schweizer Eidgenossenschaft bei, blieb jedoch ein mit Preußen in Personalunion verbundenes Fürstentum.
Am 1. März 1848 kam es zu einer Revolution, in deren Folge Neuenburg zur Republik erklärt wurde. Der preußische König war damit nicht einverstanden, verzichtete aber auf die Anwendung von Gewalt zur Durchsetzung seiner ererbten Rechte. In einem Putsch im Sommer 1856 versuchten royalistische Kräfte die Herrschaft des preußischen Königs wiederherzustellen. Der Aufstand wurde durch republikanische Milizen niedergeschlagen. Er forderte 8 Tote und 26 Verwundete, 667 Royalisten wurden gefangen genommen.
Preußen verlangte die sofortige Freilassung der Gefangenen, die der Schweizer Bundesrat jedoch nur unter Bedingungen gewähren wollte; Hauptforderung war der Verzicht Preußens auf seine Rechte. Am 13. Dezember 1856 brach Preußen seine diplomatischen Beziehungen zur Schweiz ab und ordnete für den 2. Januar 1857 die Mobilmachung von 150.000 Mann an.
Napoléon III. vermittelte Verhandlungen zwischen den Konfliktparteien, nachdem Großbritannien eine Unterstützung der Eidgenossenschaft signalisierte. Am 26. Mai kam es in Paris zur Unterzeichnung eines Sechsmächteabkommens. Die Unterzeichner waren:
- Johann Konrad Kern für die Schweiz
- Alexander von Hübner für das Kaisertum Österreich
- Alexandre Colonna-Walewski für das Kaiserreich Frankreich
- Henry Wellesley, 1. Earl Cowley für das Königreich Großbritannien
- Maximilian von Hatzfeldt-Trachenberg für das Königreich Preußen
- Pawel Dmitrijewitsch Kisseljow für das Russische Kaiserreich

Der Vertrag wurde am 16. Juni 1857 ratifiziert und trat am selben Tag in Kraft. Die preußische Krone verlor damit ein Territorium von ca. 14 Quadratmeilen. Der König von Preußen behielt aber den Titel eines Fürsten von Neuenburg.

## Inhalt
Der acht Artikel umfassende Vertrag wurde von den Bevollmächtigten von Österreich, Frankreich, Großbritannien, Russland, Preußen und der Eidgenossenschaft unterzeichnet und besiegelt.
Der König von Preußen verzichtete für sich und seine Erben auf die Rechte am Fürstentum Neuenburg und die Grafschaft Valangin. Neuenburg blieb ein Mitglied der Schweizer Eidgenossenschaft. Die Kosten für die Ereignisse trug die Schweiz. Für die Gefangenen wurde eine Generalamnestie erlassen und weder die Personen noch der Kanton hatten Anspruch auf Schadenersatz. Eingezogene Kapitalien und Einkünfte aus Stiftungen durften nicht zweckentfremdet werden.

## Auszug aus dem Vertrag «betreffend die Erledigung der Neuenburger Angelegenheit» 26. Mai 1857
Ihre Majestäten der Kaiser von Österreich, der Kaiser von Frankreich, die Königin des Vereinigten Königreichs von Grossbritannien und Irland, der Kaiser aller Reussen,
… haben … die Schweizerische Eidgenossenschaft eingeladen, sich … über die geeignetesten Bestimmungen zur Erreichung … [der Ruhe Europas] zu verständigen.
Demzufolge sind … [sie] dahin übereingekommen einen Vertrag … abzuschliessen …:

Art. 1

Seine Majestät der König von Preussen willigt ein, auf ewige Zeiten für sich, seine Erben und Nachfolger auf die Souveränitätsrechte zu verzichten, welche ihm der Artikel 23 des am 9. Juni 1815 in Wien abgeschlossenen Vertrags auf das Fürstentum Neuenburg und die Grafschaft Valangin einräumt.

Art. 2

Der Staat Neuenburg, fortan sich selbst angehörend, fährt fort, ein Glied der Schweizerischen Eidgenossenschaft zu bilden, mit den gleichen Rechten wie die übrigen Kantone und gemäss dem Artikel 75 des obgedachten Vertrags.

…

Art. 5

Für alle politischen und militärischen Verbrechen und Vergehen, welche zu den letzten Ereignissen in Beziehung stehen, wird volle und gänzliche Amnestie erteilt, und zwar zugunsten aller Neuenburger, Schweizer oder Fremden, und namentlich auch zugunsten der Milizen, welche sich durch Entfernung ins Ausland der Waffenpflicht entzogen haben.
Eine kriminelle oder korrektionelle Klage, eine Klage auf Schadenersatz kann weder durch den Kanton Neuenburg noch durch irgendeine Korporation oder Person gegen diejenigen angehoben werden, welche unmittelbar oder mittelbar an den September-Ereignissen teilgenommen haben.
Die Amnestie soll sich gleichfalls auf alle politischen und Pressvergehen erstrecken, welche vor den September-Ereignissen stattgefunden haben.

…

Art. 8

Gegenwärtiger Vertrag soll ratifiziert und die daherigen Ratifikationen in der Frist von drei Wochen oder früher, wenn es geschehen kann, ausgewechselt werden. Die Auswechslung wird in Paris stattfinden.

...

So geschehen in Paris, den 26. Mai 1857.